# Saint-Polycarpe (Aude)
Saint-Polycarpe en idioma francés, Sant Policarpi en idioma occitano, es una localidad y comuna francesa, situada en el departamento del Aude en la región de Languedoc-Roussillon. 
A sus habitantes se les conoce por el gentilicio Saint-Polycarpiens.

## Demografía
| 350 | 186 | 242 | 324 | 247 | 271 | 376 | 337 | 340 | 341 | 297 | 304 | 307 | 332 | 321 | 275 | 247 | 277 | 290 | 307 | 274 | 269 | 252 | 252 | 215 | 208 | 170 | 158 | 175 | 188 | 200 | 185 |
| Para los censos de 1962 a 1999 la población legal corresponde a la población sin duplicidades (Fuente: INSEE [Consultar]) |     |     |     |     |     |     |     |     |     |     |     |     |     |     |     |     |     |     |     |     |     |     |     |     |     |     |     |     |     |     |     |

(Población sans doubles comptes según la metodología del INSEE).

## Lugares de interés
- Antigua abadía de Saint-Polycarpe.
- Acueducto de la abadía.